# Dada Vujasinović
Radislava Dada Vujasinović (Čapljina, 10. veljače 1964. – Beograd, 8. travnja 1994.) bila je srbijanska novinarka, koja je od 1990. radila za beogradski časopis Duga.
Kao novinarka Duge, Dada Vujasinović je napravila intervjue s Radovanom Karadžićem, Milanom Babićem i Vojislavom Šešeljem. U prvim danima sukoba u bivšoj Jugoslaviji izvještavala je direktno s ratišta, a pisala je i o sprezi između kriminala i vlasti u Srbiji. Česta tema njenih reportaža i tekstova bio je Željko Ražnatović "Arkan".
Vujasinovićeva je pronađena mrtva u svom stanu 9. travnja 1994. Prema rezultatima istrage koja je tada provedena, tvrdilo se da je počinila samoubojstvo dan prije, hitcem iz lovačke puške. Međutim, prema nalazu balističara Vlade Kostića iz 2008. godine, njena smrt je "najvjerojatnije prouzročena djelovanjem drugog lica". Nakon ovog vještačenja, okružno tužiteljstvo je u siječnju 2009. pokrenulo pretkrazneni postupak za ubojstvo i zatražilo od policije da otkrije ubojicu i da utvrdi pod kojim okolnostima je ubijena Dada Vujasinović.
Republička javna tužiteljica Zagorka Dolovac, izjavila je u travnju 2011. da očevid i istražne radnje u ovom predmetu nisu kvalitetno odrađeni, i da su načinjeni slični propusti kao i u istrazi o ubojstvu Slavka Ćuruvije.

## Vanjske poveznice
- Internet stranica posvećena Dadi Vujasunović
- Otišla za pticom, Naša borba
- Četiri istrage o smrti novinarke, Politika